# San Marzano sul Sarno
San Marzano sul Sarno är en ort och kommun i provinsen Salerno i regionen Kampanien i Italien. Kommunen hade 10 499 invånare (2017).